# 图纳普纳-皮亚尔科地区
图纳普纳-皮亚尔科地区（英語：Tunapuna–Piarco region; 发音ⓘ）是特立尼达和多巴哥的9个地区之一，位于特立尼达岛北部，北邻加勒比海，东临大桑格雷地区，南毗查瓜纳斯和库瓦-塔瓦基特-塔尔帕罗地区，西接圣胡安-拉文蒂尔地区，首府设于图纳普纳，面积527.23平方公里，2011年人口212,825，人口密度每平方公里400人。
1. ↑  . DIGITAL LEGISLATIVE LIBRARY. Government of the Republic of Trinidad and Tobago.   [28 May 2021].